# Mats Börjesson (sociolog)
Mats Börjesson, född 1962, är en svensk sociolog och professor i barn- och ungdomsvetenskap vid Stockholms universitet. Utöver böcker om barns utveckling, har han även skrivit om den vetenskapliga metoden diskursanalys.
Han blev 1996 filosofie doktor i sociologi vid Göteborgs universitet. Vid Mälardalens högskola blev han 2001 docent och 2005 professor i sociologi. Han har även varit knuten till Högskolan i Jönköping. 2010 blev han anställd vid Stockholms universitet som professor i barn- och ungdomsvetenskap, och sedan 2017 är han prefekt för Barn- och ungdomsvetenskapliga institutionen där.